# Kelbra (Kyffhäuser)

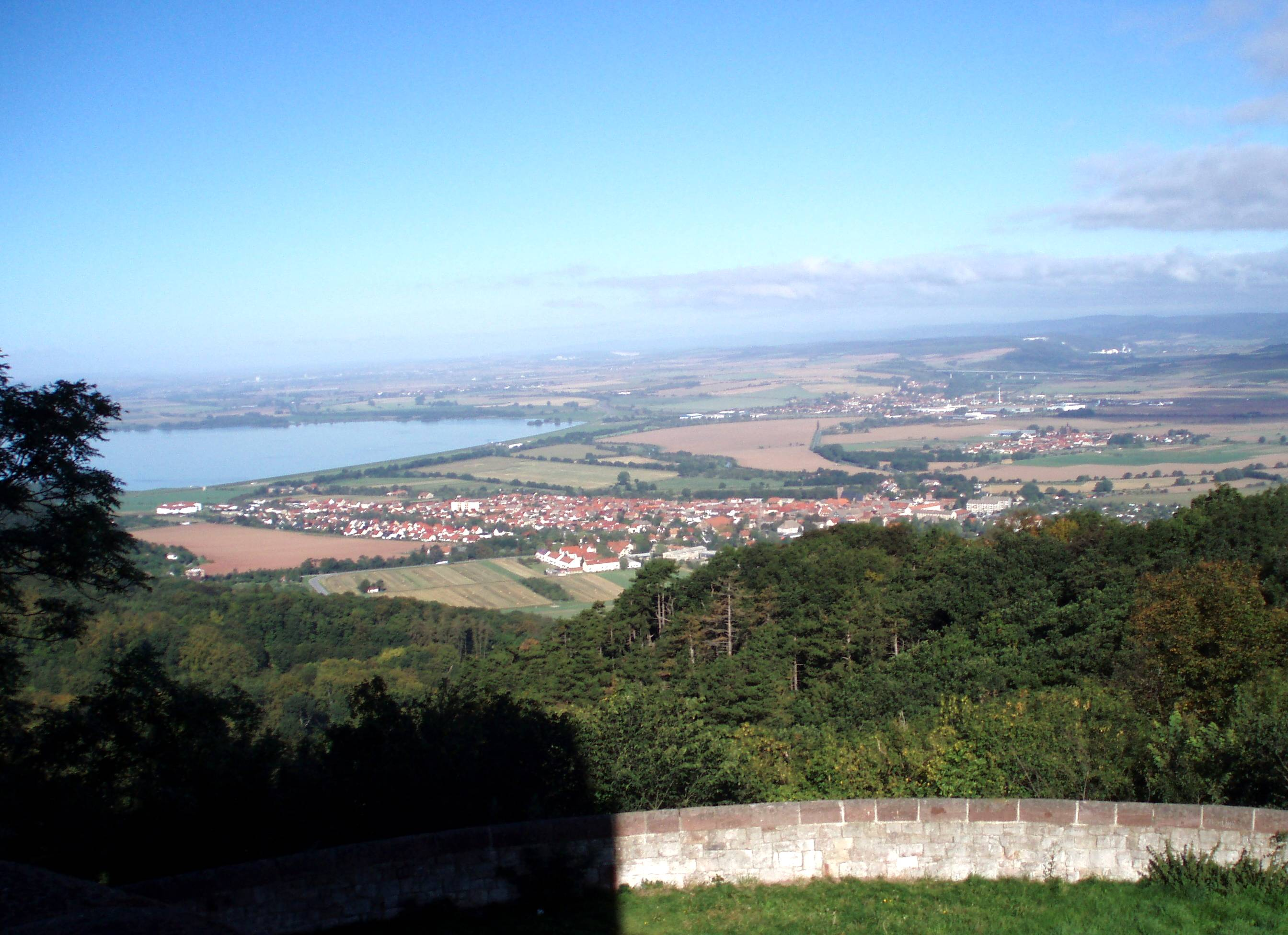
Blick von der Rothenburg auf Kelbra

Kelbra (Kyffhäuser) ist eine Landstadt in der Verbandsgemeinde Goldene Aue im Landkreis Mansfeld-Südharz, dort aus dem ehemaligen Kreis Sangerhausen, im thüringisch geprägten Teil Sachsen-Anhalts.

## Geographie

### Lage
Kelbra liegt rechts (südlich) der Helme, im Süden des mittelalterlichen thüringischen Helmegaus, am westlichen Teil des Nordhangs des Kyffhäusergebirges in der Goldenen Aue, direkt an der Bundesstraße 85 (Bier- und Burgenstraße). In unmittelbarer Nähe südlich und westlich der Stadt kommen die Landkreise Mansfeld-Südharz mit dem Kyffhäuserkreis und etwa 3,5 km westlich der Stadt auch mit dem Landkreis Nordhausen zusammen. Nördlich an der Stadtgrenze entlang fließt die Helme.
Die UTM-Koordinaten des Rathausturmes der Stadt Kelbra sind: 32 U 641,883 km E, 5700,258 km N, (WGS 84).

### Nachbargemeinden
Umgebende Ortschaften sind im Norden Berga (Kyffhäuser) (mit gemeinsamer Grenze) und das nach Kelbra eingemeindete Thürungen, im Nordosten Roßla (gemeinsame Grenze) im Osten die eingemeindeten Ortschaften Sittendorf und Tilleda. Im Süden befindet sich das Dorf Steinthaleben (gemeinsame Grenze im Süden und Südosten), zu welchem große Teile des Kyffhäusergebirges, einschließlich der südöstlich direkt über der Stadt befindlichen Rothenburg gehören. Auch die etwas weiter östlich oberhalb Sittendorfs und Tilledas befindliche Reichsburg Kyffhausen mit dem Kyffhäuserdenkmal befinden sich innerhalb dieses Gemeindegebietes. Die nächsten Ortschaften im Südosten sind die etwas weiter entfernten Orte Udersleben und die Stadt Bad Frankenhausen, welche sich auf der anderen Seite des Kyffhäusergebirges befinden, zu welchen es keine gemeinsame Grenze gibt. Im Südwesten liegt Badra, wieder mit gemeinsamer Gemeindegrenze. Im Westen das Europadorf Auleben (mit gemeinsamer Grenze) und die zu Badra gehörende Numburg, im Nordwesten befindet sich als nächste Ortschaft Görsbach, zu welcher es wieder keine gemeinsame Grenze gibt, dazwischen haben Auleben und Berga ihre gemeinsame Grenze.

### Stadtgliederung

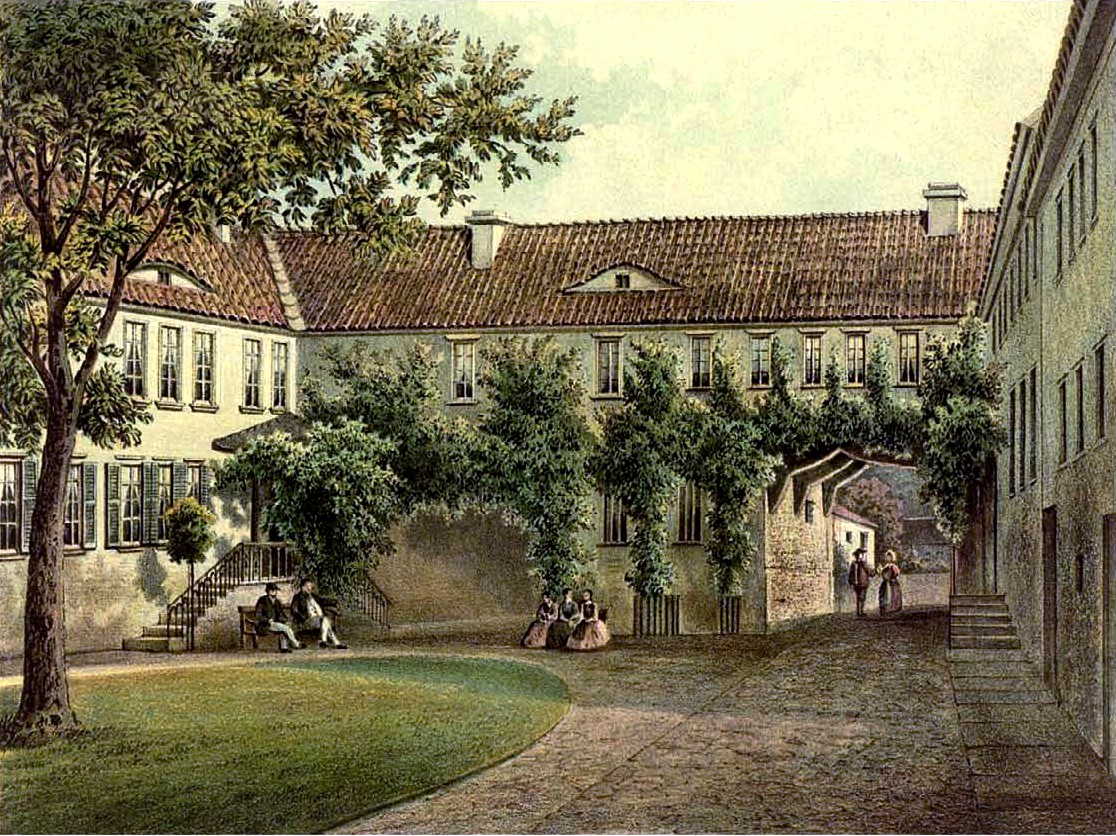
Rittergut Niedertopfstedt in Kelbra, Sammlung Alexander Duncker

Zu Kelbra gehören heute die Ortsteile Sittendorf, Thürungen und Tilleda, welche unabhängige Dörfer darstellen, administrativ aber an Kelbra gebunden sind.
Dagegen ist Altendorf vollständig mit Kelbra zusammengewachsen. Einst war es ein direkt westlich an der ehemaligen Stadtmauer befindliches, unabhängiges Dorf, welches bereits 1895 in Kelbra eingemeindet wurde und seither Teil vollständig in die Stadt integriert ist. Sein Wappen war ein weißer Ziegenbock. Zum Altendorf gehörte alles, was sich westlich der Grabenstraße befand: Die Breite Straße, die Lange Straße westlich der Abzweigung zur Grabenstraße (ehemaliger HO Kaufladen), die Querstraße, Bogenstraße, Martinstraße, Wassergasse, Engestraße, Riethstraße, Triftstraße und die Feldstraße. Die Jochstraße und alles was südlich davon ist, (Mauerstraße, Auestraße, Klippenstraße, Bergstraße usw.) entstammen der jüngeren Zeit, als Altendorf bereits eingemeindet war. Die Martinikirche ist die einstige Dorfkirche von Altendorf. Die Altendorfer Klippen, der Hausberg von Kelbra erinnert mit seinem Namen an das einst selbstständige Dorf.
Zum äußeren Gebiet der Stadt gehören auch die Wüstungen Ramderode (am „Hernsgenberg“ (Hornissenberg) zwischen Kelbra und Roßla gelegen), Lindeschu und Nauritz (letztere beiden am Siechengraben zwischen Kelbra und Sittendorf), Topfstedt (unmittelbar südlich Bergas an der Thyra gelegen), Hirschbach (nördlich von Tilleda) und Steden (östlich von Tilleda an der Kleinen Helme oder Wolweda gelegen).

### Tourismus
Durch ihre Lage an der Talsperre Kelbra und ihrer Nähe zum Kyffhäuser ist die Stadt ein Touristenzentrum geworden, leidet aber auch unter dem starken Ausflugsverkehr, da der vor allem für Motorradfahrer sehr attraktive Kyffhäuseranstieg der Bundesstraße 85 hier beginnt. Bis 2009 wurden hier regelmäßig Autorennen durchgeführt (Kyffhäuser-Rennstrecke).
Im Umkreis Kelbras liegen die Karsthöhlen der Barbarossahöhle, der Heimkehle und der noch nicht begehbaren Numburghöhle. Ebenso die alte Reichsburg Kyffhausen mit dem weithin sichtbaren Kyffhäuserdenkmal und dem tiefsten Brunnen Deutschlands mit 176 m Teufe. Des Weiteren die direkt über der Stadt befindliche Rothenburg. Im Ortsteil Tilleda steht die Pfalz Tilleda.
Im Kyffhäusergebirge existieren zahlreiche Aussichtspunkte Richtung Norden über die Goldene Aue zum Harz, oder Richtung Süden über die Diamantene Aue zur Hainleite, Schmücke und Hohe Schrecke. Vom Fernsehturm Kulpenberg aus kann man über die Hainleite hinweg den Großen Inselsberg im Thüringer Wald sehen. Nach Westen hin geht das Kyffhäusergebirge fließend über die Numburger Berge in die ebenso bewaldete Windleite über.
Das nördlich angrenzende inmitten der Goldenen Aue befindliche Dorf Thürungen war und ist Zentrum des Gemüseanbaus, dank fruchtbarer Aueböden und jahrhundertelanger Erfahrung seiner Bewohner.
Stausee
Der Stausee der Talsperre Kelbra mit den westlich anschließenden, renaturierten Sumpfgebieten steht seit dem Jahr 1978 als international bedeutsames Rückzugsgebiet für Vögel unter Schutz der Ramsar-Konvention (Ramsar Konventionsgebiet 176). Gleichzeitig aber ist es eines der wichtigsten Touristenziele in den Sommermonaten.
An der Südküste des Sees befinden sich drei mit Sand aufgeschüttete Strandbäder mit Gaststätte, Rettungsdienst und Liegewiese: für FKK, als Textilstrand, und als Textilstrand im Campingplatz. Weiterhin gibt es einen großen Campingplatz mit eigenem Strandbad. Darüber hinaus ist ein Bootshafen für Segel,- und Ruderboote mit zugehöriger Anlegestelle, Wartungshalle und Bootsverleih vorhanden. Motorboote sind für Privatleute verboten und nur für den Rettungsdienst in Betrieb. Daneben dient der Stausee gleichzeitig dem Hochwasserschutz der mittleren und untere Goldenen Aue sowie als Wasserspeicher für trockene Jahre für Landwirtschaft und um ökologischen Mindestabfluss zu garantieren.
Naturpark und Geopark Kyffhäuser
Die unmittelbar südlich an die Stadt angrenzenden, naturnahen Mischwälder des Naturpark Kyffhäuser wie auch die im und unmittelbar am Naturpark gelegenen alten Streuobstwiesen mit Äpfel, Birnen, Zwetschgen und vor allem Kirschen. Sie sind besonders im Frühjahr in der Kirschblütenzeit, aber auch im Sommer zur Zeit der Kirschernte sehr attraktiv. Man findet sie sowohl in Kelbra und in den in unmittelbarer Nachbarschaft befindlichen Dörfern von Tilleda, Sittendorf (beide östlich), Steinthaleben (südlich), Badra (südwestlich), Auleben und Hamma (beide westlich gelegen).
Um das Kyffhäusergebirge wurde auch im Jahr 2005 der Geopark Kyffhäuser mit etwa 833 km² Ausdehnung gegründet, zu welchem auch die Stadt Kelbra gehört, welches sowohl den Naturpark, als auch die Naturschutzgebiete einschließt.
Naturschutzgebiete
Ganz in der Nähe befinden sich die Naturschutzgebiete Rothenburg und Schlossberg-Solwiesen, seit 2004 zusammengeschlossen zum Natura 2000 Flora und Fauna Habitat (FFH-) Gebiet Kyffhäuser-Badraer Schweiz-Solwiesen (BfN ID 4632-302, WDPA-ID 555519959, DE4632302 und 33,28 km² Größe), welches sich in 4 Teile gliedert: (a) der gesamte Norden des Kyffhäusergebirges zwischen dem Wolwedatal bei Tilleda bis zu den Altendorfer Klippen bei Kelbra, einschließlich des gesamten Kyffhäuserbergs, Rothenburgbergs und der Altendorfer Klippen; (b) dem Zechsteinkalk- und Gipsgebieten im Süden und Westen des Kyffhäusergebirges zwischen Ichstedt, Udersleben, Bad Frankenhausen, Rottleben, Steinthaleben, einschließlich der Eller bei Badra mit den Naturschutzgebieten Ichstedter Lehde, Süd-Ost-Kyffhäuser, Süd-West-Kyffhäuser, und Badraer Lehde-Großer Eller (c) die Numburger Berge und (d) die Solwiesen in der Auenniederung zwischen der Numburg und Auleben, einschließlich der Numburger Bucht des Stausees Kelbra, mit dem oben genannten NSG Schloßberg - Solwiesen. Letzteres bildet einen Teil des oben genannten Ramsar-Gebiets 176. Alles zusammen bildet das Vogelschutzgebiet Kyffhäuser – Badraer Schweiz – Helmestausee (DE4531-403) und Helmestausee Berga-Kelbra (DE4531-401) mit einer Gesamtfläche von 4565 ha (siehe rotumrandete Gebiete der nebenliegende Karte).

### Dialekt
In Kelbra wird (wurde) „Gallewersch“ (Kelbraerisch) oder „Uhlnderfsch“ (Altendorfsch) gesprochen, eine eigene Variante des Nordthüringischen Dialekts, welcher auch in den unmittelbaren Nachbarorten in der mittleren Goldenen Aue und um den „Kipphieser“ (Kyffhäusergebirge) gesprochen wird (wurde). Der Originaldialekt ist durch ständige Geringschätzung in den Schulen und der Öffentlichkeit (die Sprache der „Ungebildeten“) mit den bereits herangewachsenen Generationen verlorengegangen. Es gibt keine Lobby, um den Dialekt zu fördern und zu erhalten. Die Arbeitsstelle für Thüringische Dialektforschung der FSU Jena hat 2006 ihre Arbeit am Thüringischen Wörterbuch abgeschlossen. Auch fehlt eine gute Veröffentlichung und Bekanntmachung dieser Arbeit, damit interessierte Bürger Zugang zu dieser Information haben. Mit den kommenden Generationen wird der Dialekt verschwunden sein.

## Wirtschaft und Industrie

### Bierbrauerei
Kelbra liegt an der Bundesstraße 85, der Bier- und Burgenstraße. Seit dem Mittelalter bis zum Jahre 1926 wurde in Kelbra Bier gebraut.

### Knopfindustrie

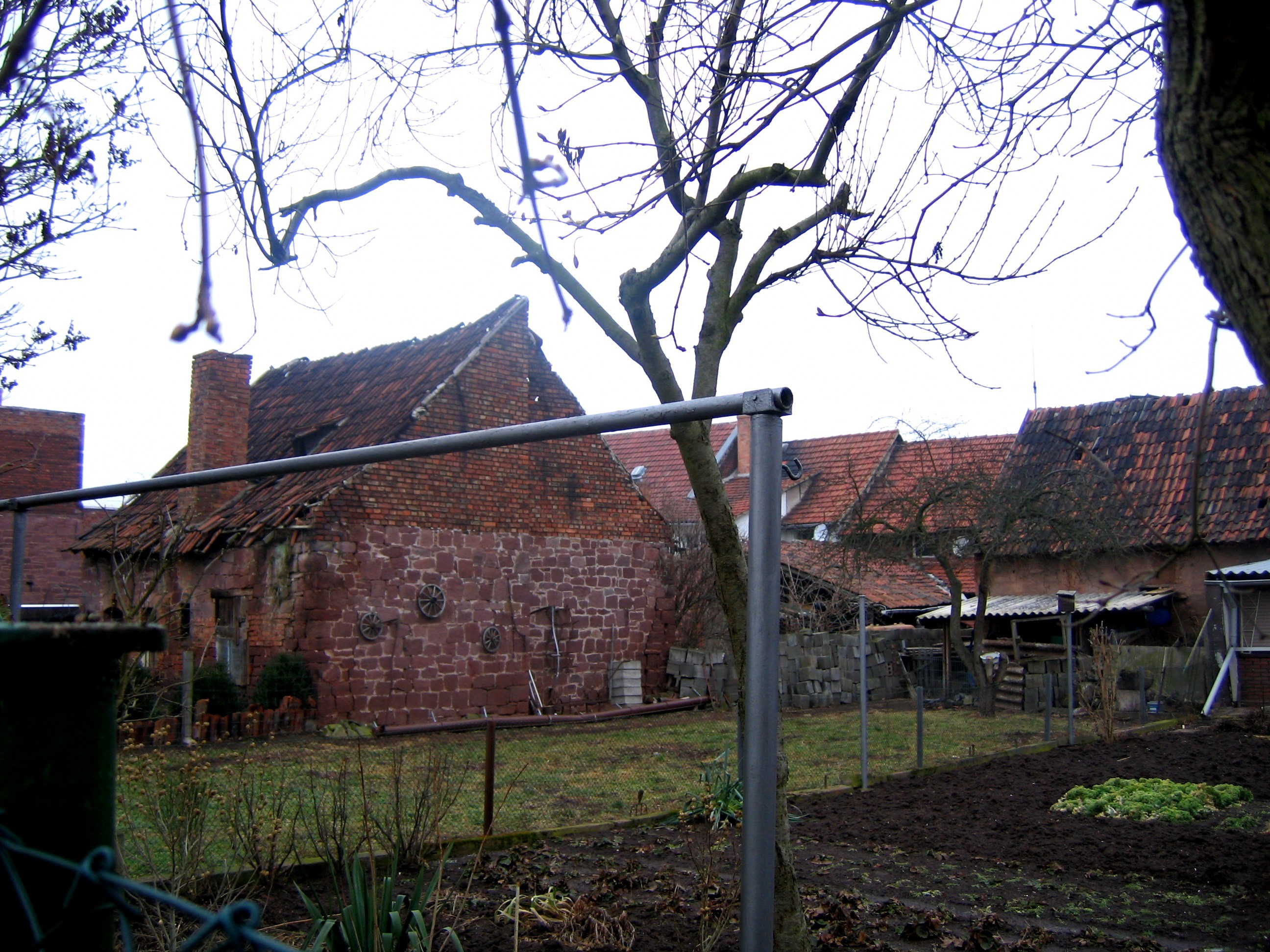
Kleine alte Familien-Perlmuttknopffabrik im Kelbraer Stadtteil Altendorf

Neben Bad Frankenhausen wurde auch in Kelbra die Perlmuttknopfindustrie ansässig, anfangs durch den Zusammenschluss der Nadlerinnung im Jahre 1747 unter der Familie Zierfuß. Mit der fürstlichen Bestätigung des Hauses Schwarzburg-Rudolstadt konnte die Produktion und der Handel vorerst mit Metallknöpfen durchgeführt werden. Johann Friedrich Zierfuß lernte auf seiner Wanderschaft in Wien die Perlmuttknopfherstellung kennen und gründete 1822 in Kelbra die erste Perlmuttknopffabrik. Ein paar Jahre später gründete sein Bruder August Zierfuß ebenfalls in Bad Frankenhausen. In Kelbra fand die Produktion bei den Innungsmitgliedern anfangs noch in kleinen Werkstätten in den Gärten oder Hinterhöfen verschiedener Grundstücke statt, später konzentrierte sie sich stärker mechanisiert in zwei Fabriken: in der Ziegelhüttenstraße und südlich vom Bahnhof in der Frankenhäuser Straße. Im Jahre 1972 wurde die gesamte Knopfindustrie, auch die in Berga und Bad Frankenhausen, zum VEB Knopfgalant verstaatlicht. Bis dahin gab es noch die kleinen privaten Handwerksbetriebe. Die große Knopffabrik in der Frankenhäuser Straße arbeitete noch bis kurz nach der Wende im Jahre 1990.

### Feingerätebau
Direkt neben der Knopffabrik in der Frankenhäuser Straße, südlich des Bahnhofs wurde in der DDR-Zeit ein Feingerätebau errichtet. Hier wurden Einspritzdüsen für Dieselmotoren gebaut. Dieser Betrieb wurde ebenfalls kurz nach der Wende 1990 geschlossen.

### Landwirtschaft
Hauptwirtschaftszweig war einst die Landwirtschaft und der Obstbau. Kelbra ist eine typische Ackerbürgerstadt. Viele Bürger hatte neben handwerklichen Tätigkeiten ein Stück Ackerland, Wiesen und Obstgärten. Auch ein nennenswerter Umfang an Forstgrundstücken gehört bis heute der Stadt Kelbra.
In der DDR-Zeit wurde die LPG Ernst Putz gegründet, welche die landwirtschaftlichen Flächen bewirtschaftete. Die Streuobstwiesen, welche sich an den unteren Hängen des Kyffhäusergebirges befinden, blieben — wie überall gemäß § 18 LPG-Gesetz (aufgehoben ab 01.07.1990) — Privateigentum oder wurden verpachtet. Diese vielen Streuobstwiesen rings um Kelbra und den umliegenden Ortschaften des Kyffhäusergebirges bieten Potenzial zur Produktion von Obst, insbesondere alter Sorten, einschließlich zugehöriger Konservierung.

### Pendler in die nahen Industriestädte
Mit der zunehmenden Industrialisierung konzentrierte sich die Ansiedlung größerer Unternehmen vor allem in den nahen Städten Nordhausen und Sangerhausen, wohin viele Kelbraer bis kurz nach der Wende täglich zur Arbeit fuhren. Mit dem wirtschaftlichen Niedergang nach der Wende ging auch der tägliche Pendlerverkehr ab 1990 stark zurück.

### Tourismus
Ein großes Wachstumspotenzial hat der Tourismus um den Naturpark Goldene Aue - Südharz. Wassersport am Stausee, Naturschutzgebiete, Mischwälder, Streuobstwiesen, Fachwerkdörfer, Burgen, Kaiserpfalzen, Residenzschlösser: Hier fehlt die Finanzierung der Promotion der gesamten Region einschließlich aller Ortschaften sowie ein gradueller Ausbau entsprechend an die Landschaft angepasster Infrastruktur, wie Übernachtungsmöglichkeiten aller Preisklassen, Gastronomie, öffentliche Verkehrsmittel und an die Landschaft angepasster kultureller Angebote.

## Geschichte

### Frühgeschichte
Wie weite Teile Mitteleuropas ist die Gegend um Kelbra seit tausenden Jahren durch den Menschen besiedelt. Fundstätten aus dieser Frühgeschichte sind u. a. mehrere Grabhügelfelder der Bronzezeit südwestlich der heutigen Stadt sowie eines gleichen Alters am Fuße des Kyffhäusers zwischen Kelbra und Tilleda.

### Anfänge
Kelbra wurde 1093 erstmals urkundlich erwähnt als Chelvera. Es befand sich im zentral- südlichen Teil des alten thüringischen Helmegaus.
Im 11. Jahrhundert gelangten Teile des Helmerieds an das Erzbistum Mainz und an das Kloster Fulda. Das Kloster Walkenried erwarb um 1144 das Gebiet um Görsbach. Später meliorierten die Mönche mit den angesiedelten Flamen das Land zwischen Görsbach und Kelbra und weiter abwärts. Sie waren erfahren und brachten aus ihrer Heimat Geld, Vieh und Nutzpflanzen mit. Trotz der Entwässerung gab es immer wieder Wasserprobleme. So war die Goldene Aue ein einziger See am 8. und 9. Februar 1946. Das Wasser stand von Heringen bis nach Ritteburg und in das Thyratal. Die vergangenen Hochwasserstände sind in dem südlichen Widerlager der Mühltalgrabenbrücke in Kelbra eingemeißelt worden. Der höchste Wasserstand war 1881 und 1946 mit über 4 Metern.

### Rothenburger (1101–1223) und Beichlinger (1223–1348)

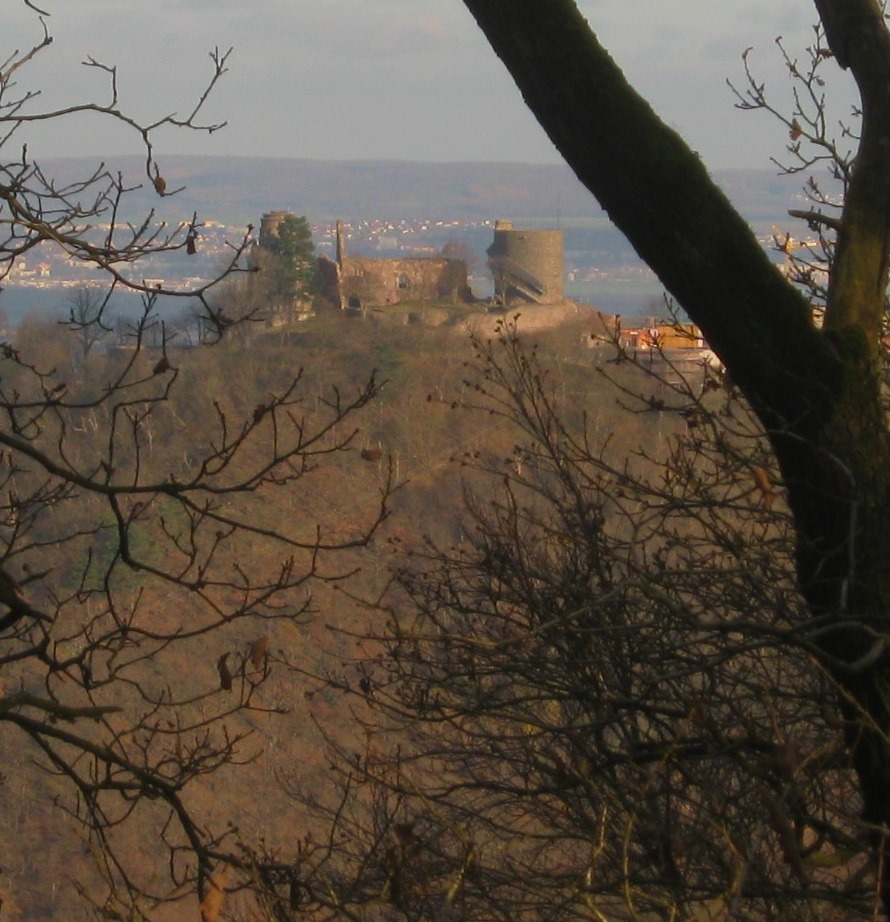
Die Rothenburg über der Stadt Kelbra im Kyffhäusergebirge; einst Sitz der Grafen von Rothenburg, später dann der Grafen von Beichlingen

Im Jahre 1103 oder 1101 erbten die später nach der Rothenburg benannten Grafen dieselbige Burg und weite Besitzungen in der Goldenen Aue, so auch Kelbra. Im Jahre 1223 verstarb Graf Cristian von der Rothenburg kinderlos und vererbte Burg und Besitz an die Grafen von Beichlingen. Graf Friedrich IV von Beichlingen stiftete im Jahre 1251 das Zisterzienserinnenkloster Kelbra, welches dem Heiligen Georg geweiht wurde, so auch die bis heute bestehende Stadtkirche, welche einst Teil dieses Klosters war. In dieser Zeit entstand auch der Arnswaldtische Rittersitz. Auf Bitten des Grafen Friedrich von Beichlingen erhob Erzbischof Peter von Mainz am 31. Juli 1308 die Wenzelskirche zu Kelbra wieder zur Pfarrkirche. Diese Kirche stand einst am Seigertor, ungefähr am Standort der heutigen Bäckerei Kautzleben. Man nimmt an, dass sie die erste Kirche der Stadt Kelbra war.

### Hohnsteiner (1348–1413)
Um das Jahr 1348 verkauften die Grafen Heinrich II. und Gerhard III. von Rothenburg den größten Teil ihrer Grafschaft, so auch Kelbra, an die Grafen von Hohnstein. Das Stadtrecht wurde Kelbra, bereits im Besitz der Hohnsteiner, im Jahre 1351 verliehen.
Die Hohnsteiner Grafen bewohnten nicht mehr die Rothenburg, sondern bereits das Schloss Kelbra (Wasserschloss) oder den Storkeyer Hof. Kelbra war bis 1413 Sitz der Linie Hohnstein–Kelbra.

### Stolberger, Schwarzburger und Wettiner (1413–1806)
Dem Grafen Heinrich von Hohnstein wurde, nach der Beendigung des Fleglerkrieges und der Heldrunger Fehde am 8. Januar 1413, von den Landgrafen Friedrich IV., Wilhelm II. und Friedrich d. J. von Thüringen die Schlösser und Städte Heldrungen und Wiehe überlassen. Im Gegenzug dafür hatte er seine Ansprüche auf Kelbra, Harzgerode, Güntersberge, Hoym, Ballenstedt und Sandersleben abzutreten. Die Wettiner, die aufgrund ihrer Stärke bereits im 14. Jahrhundert eine entscheidende Machtposition in der Goldenen Aue errungen hatten, bauten jedoch in Kelbra keine eigene Verwaltung auf, sondern versetzten die an der Peripherie ihrer eigenen Besitzungen gelegene Stadt nebst Schloss und Zubehör an zuverlässig erscheinende Pfandnehmer. Sie glaubten, diese in den Grafen von Schwarzburg und zu Stolberg gefunden zu haben.
Am, oder unmittelbar vor dem 3. August 1413, erfolgte zunächst für drei Jahre die pfandweise Überlassung von „sloß Kelbra, hus unde stadt mit dorffern, ackern“ und allem Zubehör für 12.500 Rheinischer Gulden und 160 Mark Erfurter Silberwährung an die Brüder Heinrich und Botho zu Stolberg. Nach Ablauf der Dreijahresfrist erneuerten die Landgrafen von Thüringen am 6. Februar 1417 die Verpfändung von Schloss und Stadt Kelbra nebst Zubehör. Pfandnehmer waren diesmal Graf Botho zu Stolberg und Graf Heinrich von Wernigerode. Als Zeitraum wurden sechs Jahre festgelegt und im Vertragstext die Klausel aufgenommen, dass im Kriegsfall die Grafen den Wettinern Beistand leisten sollen. Aufgrund einer Schuld der Grafen Botho zu Stolberg und Heinrich von Wernigerode in Höhe von 973-lötigen Mark Silber Erfurter Währung, die ihnen ihr Oheim Graf Heinrich von Schwarzburg abnahm, sagten sie ihm am 6. Dezember 1418 zu, die Hälfte der Pfandsumme zu überlassen, falls die Wettiner die Stadt und das Amt Kelbra einlösen würden. Die Wettiner waren in den darauffolgenden Jahren nicht an einer solchen Einlösung interessiert. Daher ersuchten die beiden Grafen zu Stolberg und von Schwarzburg die Herzöge Friedrich und Sigismund von Sachsen, ihnen Kelbra als Gesamtlehen zu überlassen. Der daraufhin ausgestellte Lehnsbrief datiert auf den 19. September 1428.
Herzog Wilhelm von Sachsen belehnte am 23. März 1461 Metze, die Gemahlin seines Geheimen Rates Graf Heinrich zu Stolberg, mit dem halben Schloss Kelbra als Leibgedinge. 1478 überließ der Stolberger Graf diese Hälfte als Pfand dem Amtmann Ritter Hans Knauth.
So waren die Städte und Ämter Kelbra und Heringen von 1413 bis 1806 praktisch in gemeinschaftlichem Besitz der Grafen und späteren Fürsten von Schwarzburg und der Grafen zu Stolberg, standen aber unter der Oberhoheit der Wettiner. Nach der Leipziger Teilung im Jahre 1485 kam es unter deren Linie der Albertiner und somit ab 1547 bis 1806 zum Kurfürstentum Sachsen. Auch die Pfandnehmer: beim Haus Schwarzburg war es von 1560 bis 1598 die Linie Schwarzburg-Frankenhausen, ab 1598 bis 1806 die Linie Schwarzburg-Rudolstadt Unterherrschaft Frankenhausen. Bei der Teilung der Grafschaft Stolberg in Stolberg-Stolberg und Stolberg-Roßla am 19. Juli 1706 kamen beide Ämter auch je zur Hälfte zur Linie Stolberg-Roßla.

### Napoleonische Zeit (1806–1815)
Mit der Schaffung des Rheinbund im Jahre 1806, dem Königreich Westphalen (1807) und der Schaffung des Königreich Sachsen (1806), dank eines Bündnisses des Kurfürstentums Sachsen mit Napoleon lag Kelbra im Rheinbund und unter der Kontrolle Napoleons. Auf den historischen Karten aus dieser Zeit ist ersichtlich, dass Kelbra weder im Königreich Westphalen, noch im Königreich Sachsen lag, aber ganz in ihrer Nähe und innerhalb des Rheinbundes, an welche sich spätestens im Jahre 1808 auch Schwarzburg und Stolberg angeschlossen hatten.

### PreußischeProvinz Sachsen(1815–1945)
Nach dem Sieg über Napoleon erfolgte der Wiener Kongress (1814–1815), wo die großen Siegerstaaten sich reichlich mit Territorien selbstbedienten. Preußen annektierte nicht nur weite Gebiete des Königreiches Sachsen, sondern auch bis dahin auch selbstständige Städte, geistliche Territorien und Kleinstaaten Thüringens, Hessens und des Rheinlandes; hier im Gebiet der Goldenen Aue die Grafschaft Stolberg, die freie Reichsstadt Nordhausen und die bisher unter gemeinschaftlicher Schwarzburger und Stolberger Herrschaft stehenden Ämter Heringen und Kelbra. Sämtliche ehemals Sächsischen- und Thüringischen Annexionen wurden in der neu entstandenen preußischen Provinz Sachsen zusammengefasst. Beide Ämter gemeinsam mit der gesamten Grafschaft Stolberg und somit auch die Stadt Kelbra kamen an den Regierungsbezirk Merseburg und dort an den Landkreis Sangerhausen (Provinz Sachsen), während die Grafschaft Schwarzburg für den Verlust beider Ämter von Preußen eine Abfindung erhielt. Für die Rechtsprechung in Kelbra bestand von 1849 bis 1879 die Gerichtskommission Kelbra des Kreisgerichts Sangerhausen. 1879 wurde stattdessen das Amtsgericht Kelbra geschaffen. Dieses wurde 1945 aufgehoben und das Amtsgericht Kelbra übernahm seinen Sprengel.

### Erster Weltkrieg (1914–1918)
Im Ersten Weltkrieg kamen 121 Männer aus Kelbra ums Leben.

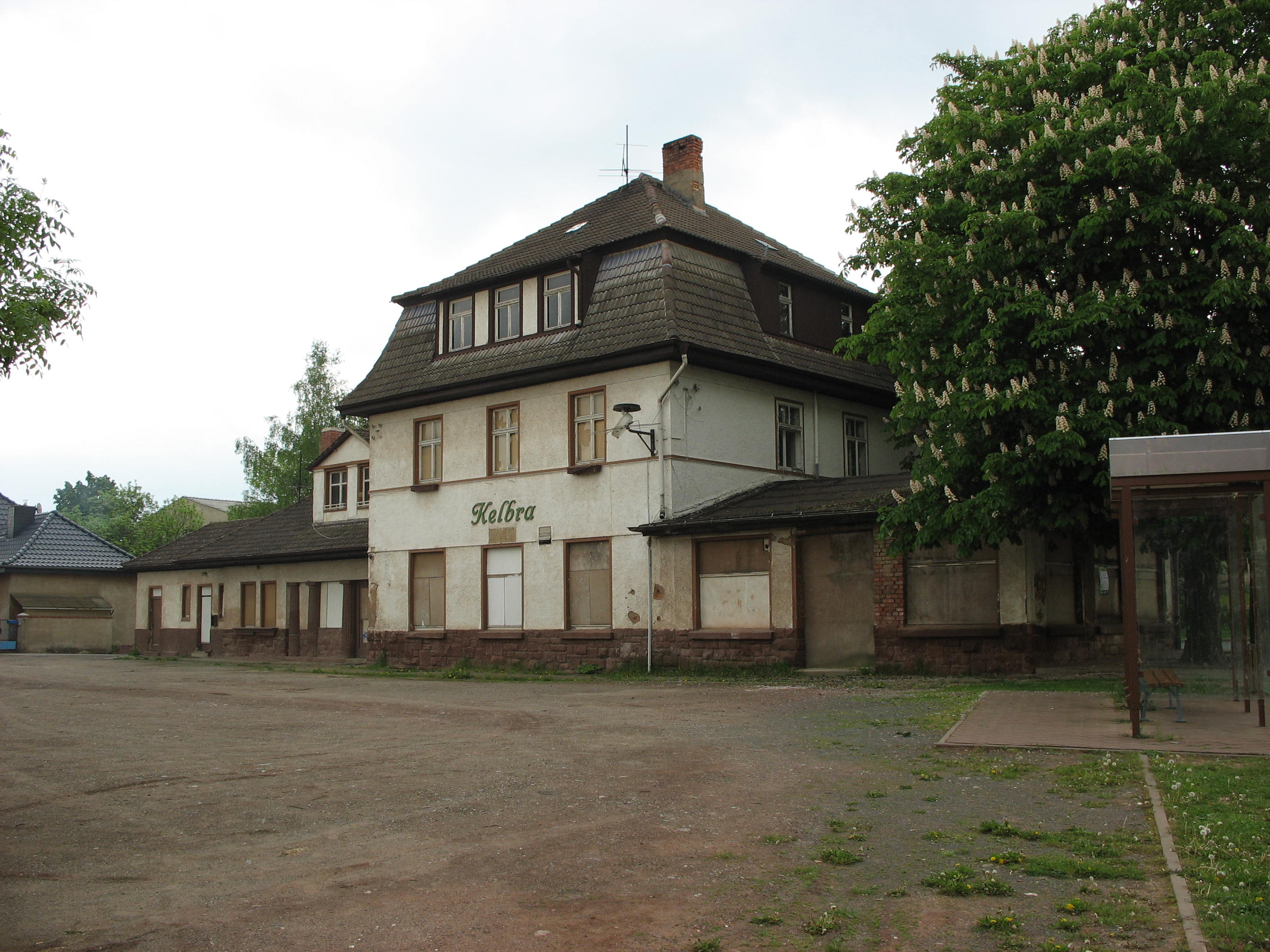
Bahnhof der Kyffhäuser-Kleinbahn in Kelbra

Der Bau und die Fertigstellung der Kyffhäuser Kleinbahn fiel genau in die Zeit des Ersten Weltkrieges. 1913 wurde die Kyffhäuser Kleinbahn AG gegründet. Im Frühjahr 1914 kurz vor Ausbruch der Krieges begann man mit dem Bau der Stracke. In regulären Betrieb, auf der gesamten Strecke zwischen Berga und Artern, ging sie ab dem 21. Dezember 1916. Durch diese Strecke wurde die Stadt Kelbra direkt ans Eisenbahnnetz angeschlossen. Am 5. Juni 1966 wurde der Betrieb wegen des allgemeinen schlechten Zustands des Gleisbettes eingestellt , welcher den Sturz einer Lokomotive von der Brücke des Mühlgrabens der Helme bei Kelbra verursacht hatte. Das Gleisbett war nicht aus Schotter errichtet worden, sondern bestand größtenteils aus Kies. Dieser kam hauptsächlich aus der Hackpfüffeler Heide, welche sich direkt an der Strecke befand und diese dadurch kostengünstiger zu Errichten war.

### Zweiter Weltkrieg (1939–1945)
Seit Herbst 1944 wurde der Saal der Gaststätte „Zur Sängerhalle“ als Gefangenenlager genutzt. Ungarische SS-Soldaten bewachten die Häftlinge. Diese mussten in der alten Brauerei arbeiten. Dort befand sich eine Außenstelle des KZ Mittelbau-Dora. Bei den Bombenangriffen auf Kelbra im April 1945 wurden auch viele der Häftlinge getötet. Anfang April wurden die Häftlinge auf einen Marsch geschickt. Sie wurden erst bei Ludwigslust befreit.
Das Lager in der alten Brauerei wurde Anfang April 1945 in Brand gesetzt und danach von der Bevölkerung geplündert.
Am 11. April trafen 14 US-Bomben Kelbra. Sie richteten beträchtliche Gebäudeschäden an. 12 Menschen starben, darunter 10 Ausländer.
Am 12. April 1945 rückten amerikanischen Panzer in Kelbra ein. Sie kamen aus Richtung Badra / Sondershausen. An einigen Fenstern hingen weiße Bettlaken. Lediglich der damalige Bürgermeister Rudolf Haake wollte noch kämpfen. Er schoss mit einer Pistole aus seinem Arbeitszimmer im Rathaus auf die Soldaten und verletzte dabei zwei Amerikaner. Danach erschoss er sich offenbar selbst.
Mit dem Herannahen der amerikanischen Truppen wurden Sprenglöcher in den Brücken vorbereitet, im Hopfental wurde eine Straßensperre aus alten Pflügen errichtet. Die Zentrale des Volkssturmes befand sich im Ratskeller, wo auch Waffen und Panzerfäuste lagerten.
Anfang Juli 1945 übernahmen sowjetische Truppen das Kommando.

### Sowjetische Besatzung und DDR-Zeit (1945–1990)
Im Jahr 1962–1966 wurde die Staumauer des Kelbraer Stausees errichtet, 1966 eingeweiht und erstmals geflutet. Parallel dazu wurden die touristischen Anlagen gebaut, wie das Strandbad, der Zeltplatz und der Bootshafen. Vor der Errichtung des Stausees wurden die Bewohner der Domäne Numburg umgesiedelt, sowie die der Häuser nördlich der Straße nach Auleben, welche ebenfalls von der Flutung betroffen war. Ebenso wurden die Stromleitungen umgeleitet, welche durch das Überflutungsgebiet führten. Im selben Jahr der Einweihung wurde 1966 die Kyffhäuser Kleinbahn eingestellt. In Kelbra wurde die LPG Ernst Putz gegründet, zu welcher während der 1950er und 1960er Jahre nach und nach sämtliche landwirtschaftlichen Nutzflächen einbezogen wurden. Nur die „Barrije“ („Berge“) genannten Obstplantagen am Fuße des Kyffhäusergebirges blieben weiterhin im Privatbesitz. Es wurden Neubausiedlungen errichtet, erst in der Bodenreformstraße, wo vor allem Flüchtlinge aus den nach dem Krieg abgetretenen Ostgebieten untergebracht wurden, später dann die Straße der Volkssolidarität und die Straße der DSF (Deutsch-Sowjetischen Freundschaft), aus welcher dann später nach der Wende die Rothenburgstraße hervorging.

### Kelbra nach der Wiedervereinigung (seit 1990)
Mit der Wiedervereinigung am 3. Oktober 1990 wurde auch Kelbra Teil der Bundesrepublik Deutschland. Davor mussten aber Bundesländer neu gegründet werden. Diese wurden dabei annähernd die in der unter der sowjetischen Militäradministration gebildeten provisorischen Bundesländer angenähert, die detaillierten Grenzen aber die an die nach der großen Verwaltungsreform von 1952 in der DDR entstandenen Bezirke und Kreise angepasst. Nur der ebenso im Bezirk Halle befindliche Nachbarkreis Artern hat am 6. Mai 1990 noch seine Möglichkeit zur Volksabstimmung ausnutzen können, durch die Zusammenlegung von diesem mit der ersten demokratischen Kreistagswahl. Hier hat der größte Teil der Bevölkerung sich für eine Angliederung an Thüringen entschieden. Für den Altkreis Sangerhausen gab es keine Volksabstimmung mehr, da nach der Kreistagswahl diese nicht mehr anerkannt worden wäre, vor allem aus Zeitmangel, um die einmalige Möglichkeit der Wiedervereinigung Deutschlands rechtzeitig wahrnehmen zu können. Die thüringisch-sachsen-anhaltische Grenze verläuft seitdem durch den Kyffhäuser, unmittelbar südlich und westlich an Kelbra vorbei.
Ende der 90er Jahre wurde die gesamte nördliche Hälfte der Gebreite mit Einfamilienhäusern bebaut. Es kam die Rothenburgstraße dazu, welche aus der Verlängerung der Straße der DSF hervorging und parallel zur ehemaligen Kleinbahn die Bergstraße und Frankenhäuser Straße miteinander verband, außerdem die Straße der Jugend, die verlängerte Mauer- und Klippenstraße, die Straßen Am Bahndamm und An der Kleinbahn dazu. Im Jahr 2009 wurde die bis dahin selbstständige Gemeinde Tilleda nach Kelbra eingemeindet.
Am 1. Januar 2010 wurde die Verbandsgemeinde Goldene Aue gegründet, welche in Kelbra ihren Sitz hat. Zu dieser gehören denen Kelbra auch Berga (mit Bösenrode und Rosperwenda), Brücken-Hackpfüffel, Wallhausen (mit Hohlstedt, Martinsrieth, Riethnordhausen) und Edersleben.

### Eingemeindungen
Bereits im Jahre 1895 wurde das direkt vor der Stadtmauer befindliche Altendorf eingemeindet. 1972 kam Thürungen dazu, 1974 folgte Sittendorf.
Am 1. Juli 2009 wurde die bis dahin eigenständige 7 km entfernte Gemeinde Tilleda (Kyffhäuser) ebenfalls nach Kelbra eingemeindet.

## Brauchtum
Jedes Jahr am letzten Oktoberwochenende wird in Kelbra in der Breitenstraße die Kirmes gefeiert. Es kommen Karussells, Schieß- und Losbuden. Manchmal auch das Riesenrad aus Uftrungen und das Kasperle-Theater war auch schon da. Nachts wird dann in der Schänke groß gefeiert, mit Musik und Tanz; dann am letzten Kirmestag (Montag) gehen schwarz bemalte Männer mit einer Musikkapelle durch die Stadt und lassen den „Erbesbär“ tanzen, einen mit Erbsenstroh umwickelten Mann. Abends wird dann im großen Saal der Schänke in feucht fröhlicher Runde die Kirmes begraben.

## Politik

### Gemeinderat
Der Gemeinderat von Kelbra hat derzeit 15 Mitglieder (2014: 14), die nach der Kommunalwahl am 26. Mai 2019 wie folgt verteilt sind (mit Vergleichszahlen der vorigen Wahl):
| Partei / Liste                           | Stimmenanteil | Sitze | Sitze 2014 |
| SPD                                      | 28,2 %        | 4     | 4          |
| FDP                                      | 13,0 %        | 2     | 1          |
| CDU                                      | 10,2 %        | 2     | 3          |
| Die Linke                                | 08,4 %        | 1     | 1          |
| Freie Wählergemeinschaft Kelbra          | 22,6 %        | 4     | 2          |
| Bürgerinitiative Sport und Schule Kelbra | 08,6 %        | 1     | 1          |
| Einzelbewerber*in/fraktionslos           | 09,0 %        | 1     | 2          |

### Bürgermeister
- Bruno Thiem (1823–1913), war zehn Jahre Bürgermeister Kelbras.
- Im September 2010 wurde Lothar Bornkessel im zweiten Wahlgang mit 54,6 % der gültigen Stimmen als Nachfolger von Reinhard Teschke zum Bürgermeister gewählt.[24] Er wurde bei der Bürgermeisterwahl am 4. September 2017 mit 75,6 Prozent der gültigen Stimmen wiedergewählt. Die Wahlbeteiligung lag bei 67,1 Prozent.[25]

### Wappen
Blasonierung: „In Rot auf gewölbten grünen Schildfuß ein silbernes Kalb.“
Die Farben der Gemeinde sind abgeleitet vom Wappen Weiß-Rot.

### Städtepartnerschaften
Partnerstädte von Kelbra sind Bad Salzdetfurth in Niedersachsen, Frampton Cotterell in der englischen Grafschaft South Gloucestershire und Raduň (Bezirk Opava) in Tschechien.

## Sehenswürdigkeiten

### Bauwerke und Denkmäler
- Das Rathaus in seiner jetzigen Form wurde im Jahr 1777 errichtet. Der nördliche Anbau stammt aus der Renaissancezeit. Eine Sanierung erfolgte 2003 und 2004.
- Im ältesten Haus Kelbras ist das Heimatmuseum untergebracht.
- Teile der ehemaligen Burg sind im Norden der Stadt erhalten: der Bergfried mit Palasruine aus dem 12. Jahrhundert. Außerdem finden sich hier Reste der Ringmauer, einer mittelalterlichen Stadtumwallung. Hier residierten die Grafen von Hohnstein-Kelbra.
- In der Thomas-Müntzer-Straße sind Reste des Zisterzienserinnenklosters erhalten. Das Kloster wurde 1251 vom Grafen von Beichlingen gestiftet und 1525 zerstört.
- Die Stadtkirche St. Georgii ist eine ehemalige Klosterkirche, die 1607 weitgehend neu erbaut wurde. Ihre älteste Teile stammen aus der Zeit der Klostergründung im 13. Jahrhundert. Als Baumaterial wurde Kyffhäusersandstein verwendet. Der Kirchturm wurde bis 2020 teilweise saniert, die restlichen Arbeiten werden in den nächsten Jahren folgen.
- Die Kirche St. Martini im Ortsteil Altendorf wurde vermutlich im 11. Jahrhundert als romanische Wehrkirche erbaut. Ein Umbau erfolgte 1357. Auch hier wurde Kyffhäusersandstein verwendet, der Giebel des Schiffes zeigt Fachwerk.
- Ein traufenständiges Haus mit zwei vorkragenden Fachwerk-Obergeschossen an der Thomas-Müntzer-Straße beherbergt die Schmidtsche Stiftung von Friedrich August Christian Schmidt. Die Stiftung diente der Unterbringung und Betreuung armer Kinder.
- Die Gebäude der ehemaligen alten Brauerei Kelbra, Jochstraße 13, mit dem restaurierten Schornstein aus dem Jahre 1869 sind ein Beispiel für Gewerbearchitektur der Gründerzeit. Hier wurde bis 1926/27 das Kelbraer Bier und das Kyffhäuser Pilsner gebraut. In den Kellern arbeitet zwischen 1943 und 1945 die in der Gaststätte „Sängerhalle“ inhaftierten Häftlinge des Außenlagers Kelbra des KZ Mittelbau-Dora. Die an der Jochstraße liegenden Gebäude werden zurzeit saniert, so befinden sich dort seit 1. Dezember 2020 wieder 3 Verkaufsläden, in die oberen Etagen werden ab 2021 Wohnungen integriert. Der ehemalige Brauereikeller soll zum Veranstaltungskeller umgebaut werden.
- Grabstätte auf dem Ortsfriedhof für eine namentlich bekannte Polin und ihr zweijähriges Kleinkind, die während des Zweiten Weltkrieges nach Deutschland verschleppt und Opfer von Zwangsarbeit wurden
- Das große Otto Hermann Denkmal (Baujahr 1909) besteht aus versteinerten Holz und befindet sich im Kirchtal; ein kleineres Denkmal aus versteinerten Holz steht gegenüber dem Hotel Kaiserhof und ist Eduard Joch gewidmet.

### Naturdenkmäler

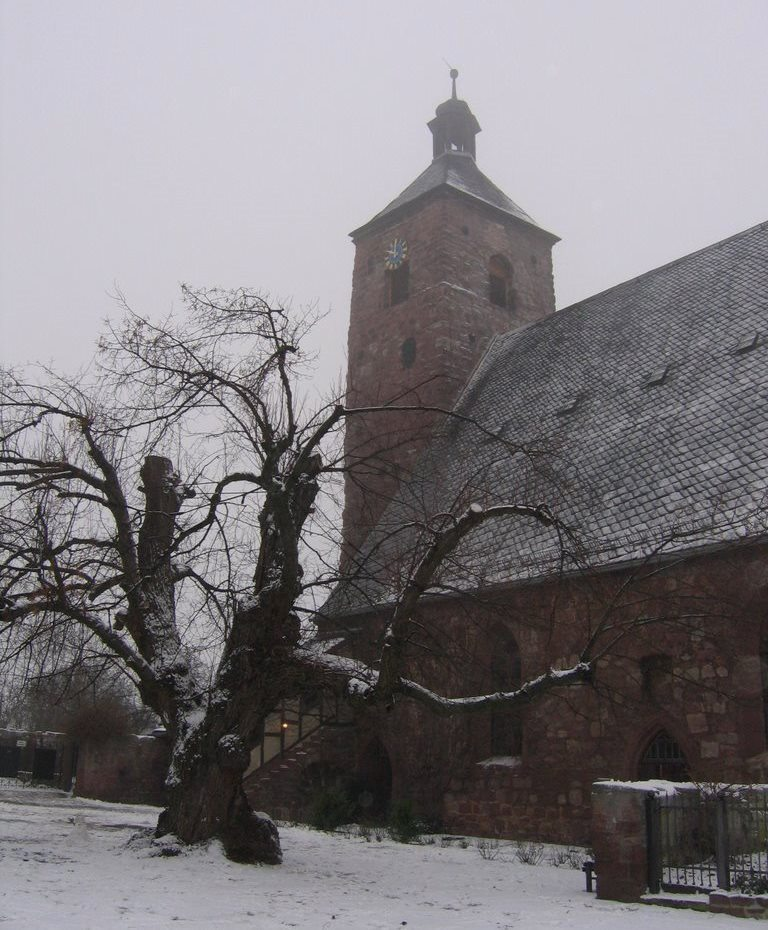
Stadtkirche Sankt Georgi zu Kelbra mit „Tausendjähriger“ Linde

Klosterlinde
Die „Tausendjährige“ Linde (in der Denkmalliste als „Kirchenlinde“ bezeichnet) steht im Kirchhof der St. Georgii-Kirche, dem ehemaligen Klosterhof des Zisterzienserinnenklosters. Schon bei der Stiftung des Klosters im Jahr 1251 wurde sie als „Alte Linde“ erwähnt und in die Anlage mit integriert. Beim „Großen Brand“ von 1607 hat die Linde sehr gelitten, letztendlich aber überlebt. 1988 brach durch Eislast ein dicker Ast vom Baum ab. Die als Naturdenkmal (ND0032SGH) ausgewiesene Sommerlinde ist mindestens 780 Jahre alt, aber vermutlich noch deutlich älter.

Galerie
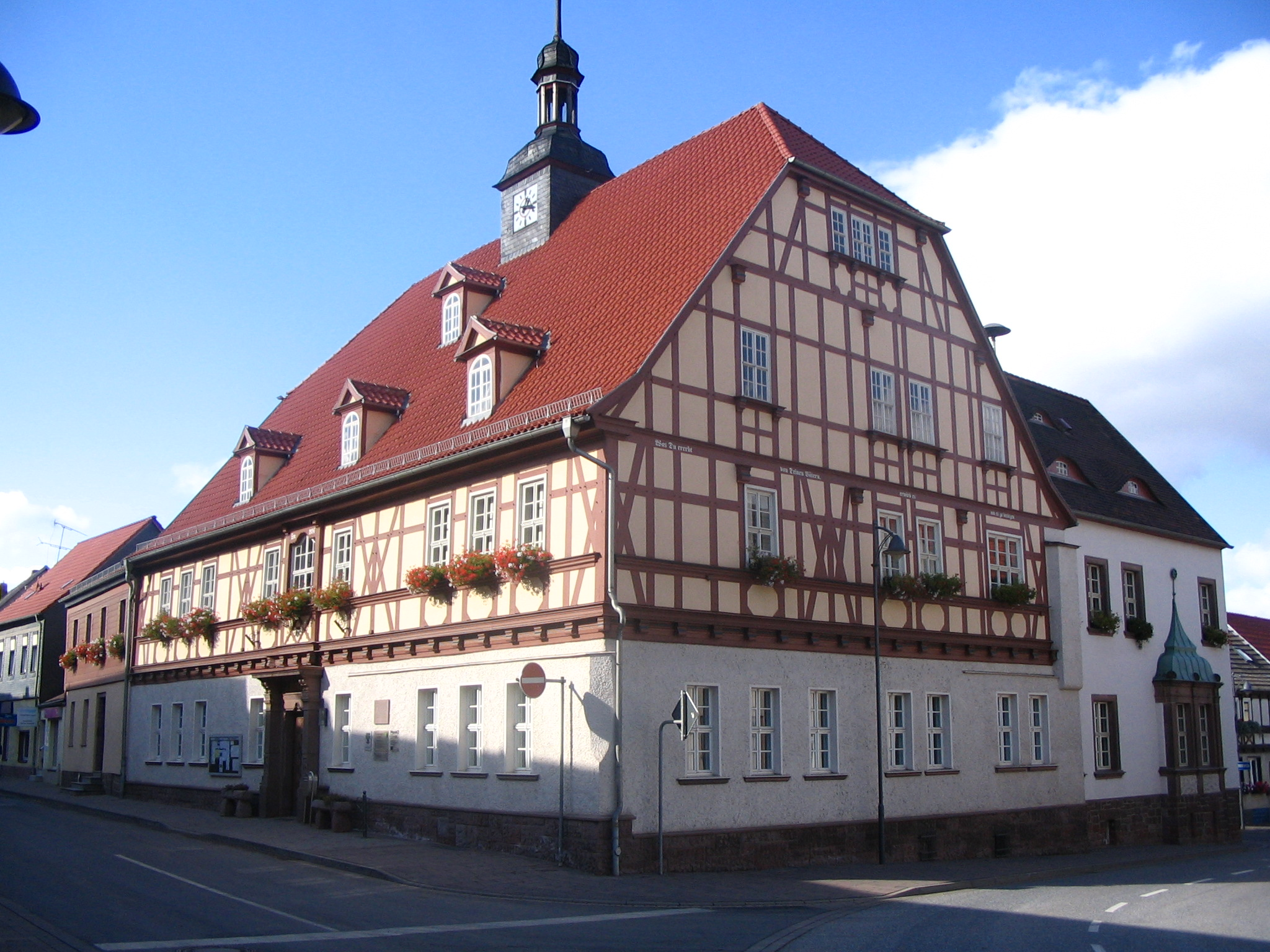
Rathaus von Kelbra
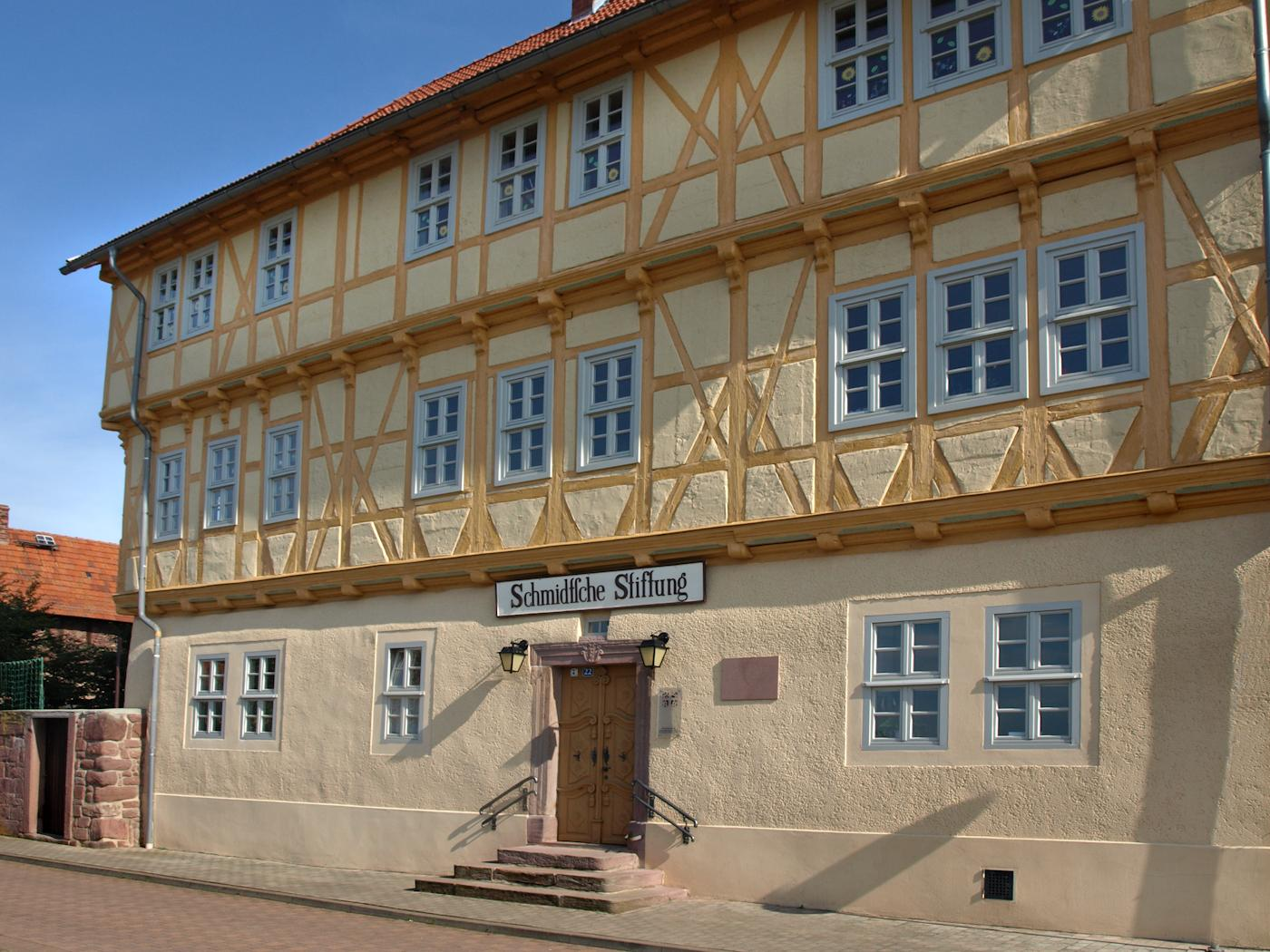
Schmidtsche Stiftung
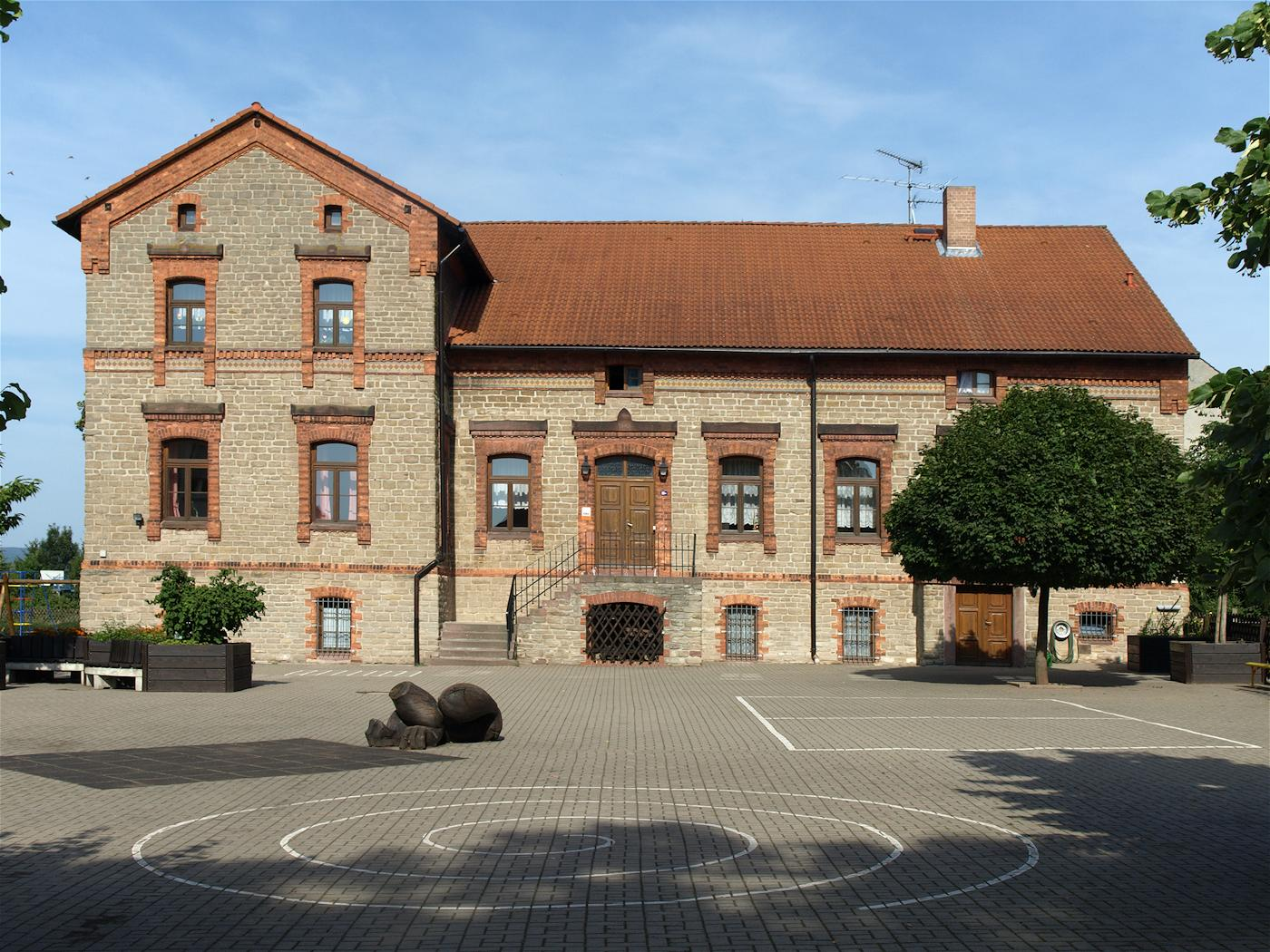
Burg-Grundschule
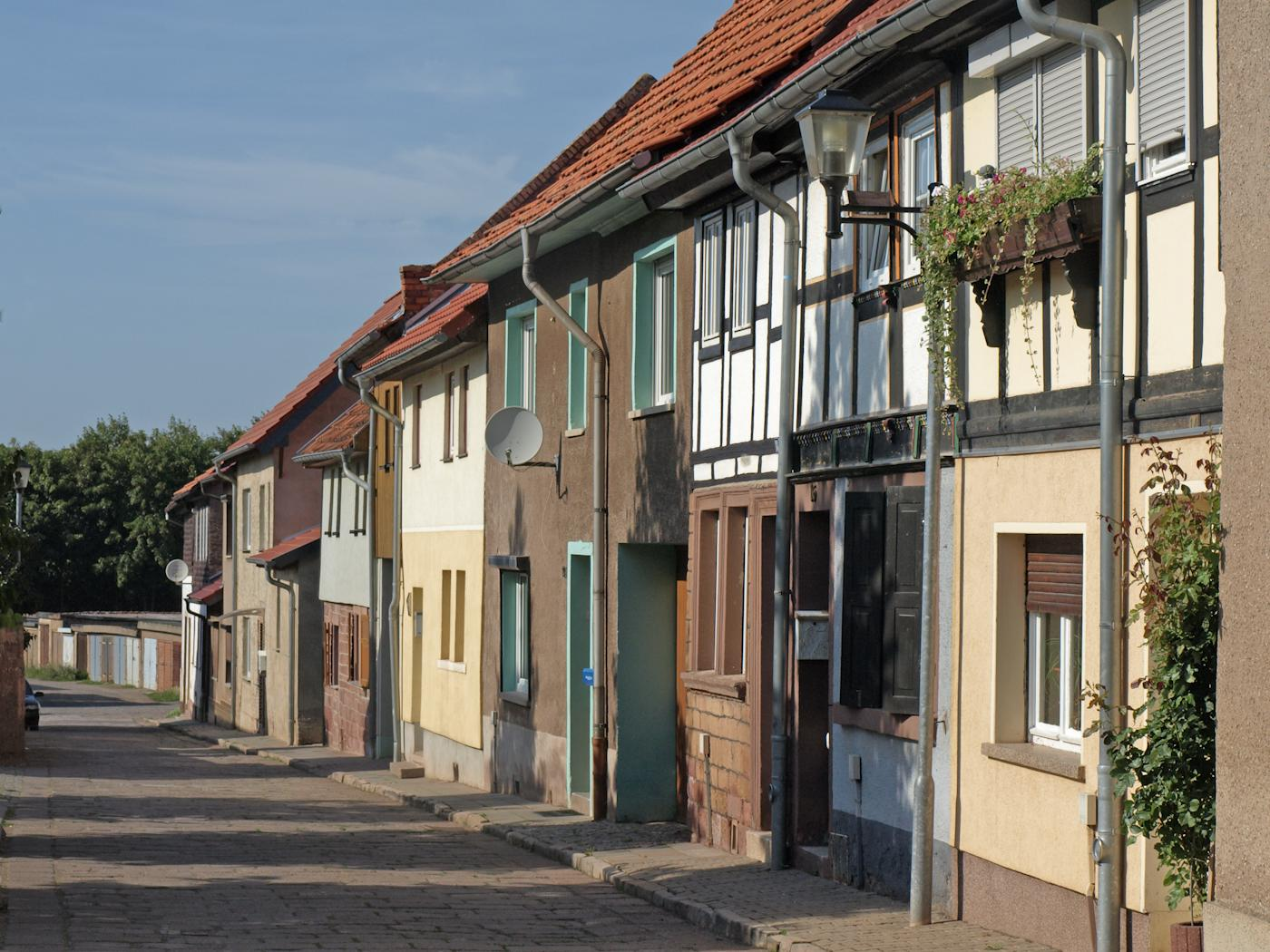
Grabenstraße

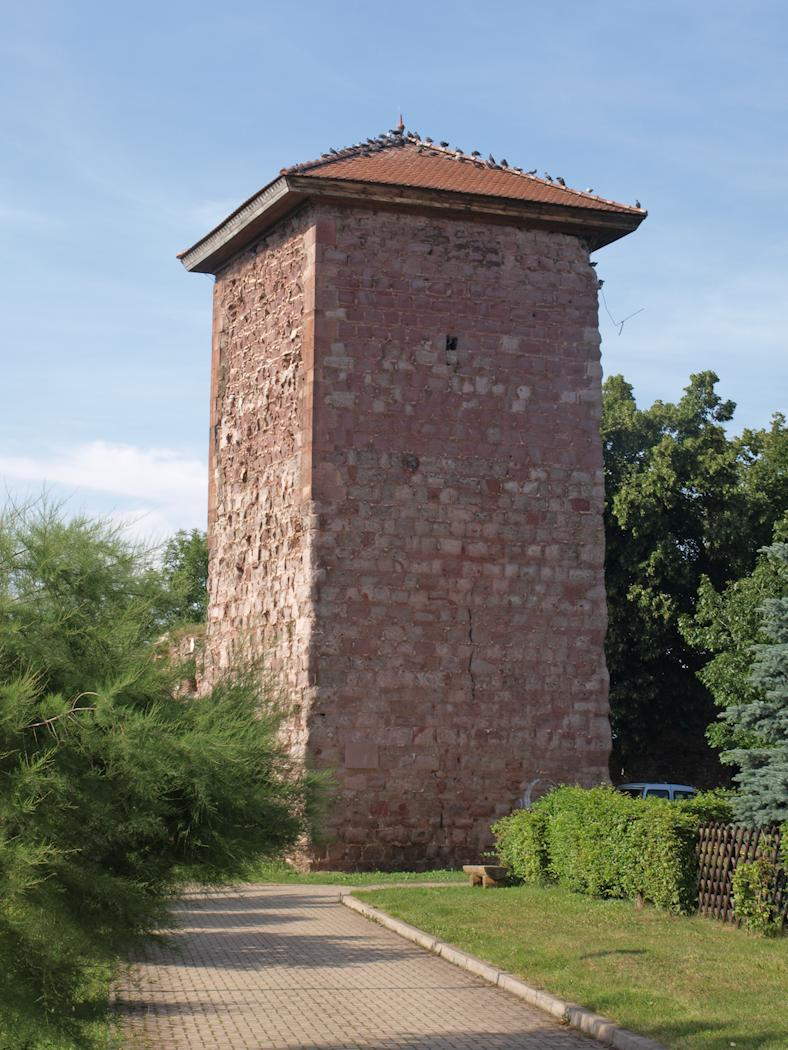
Bergfried
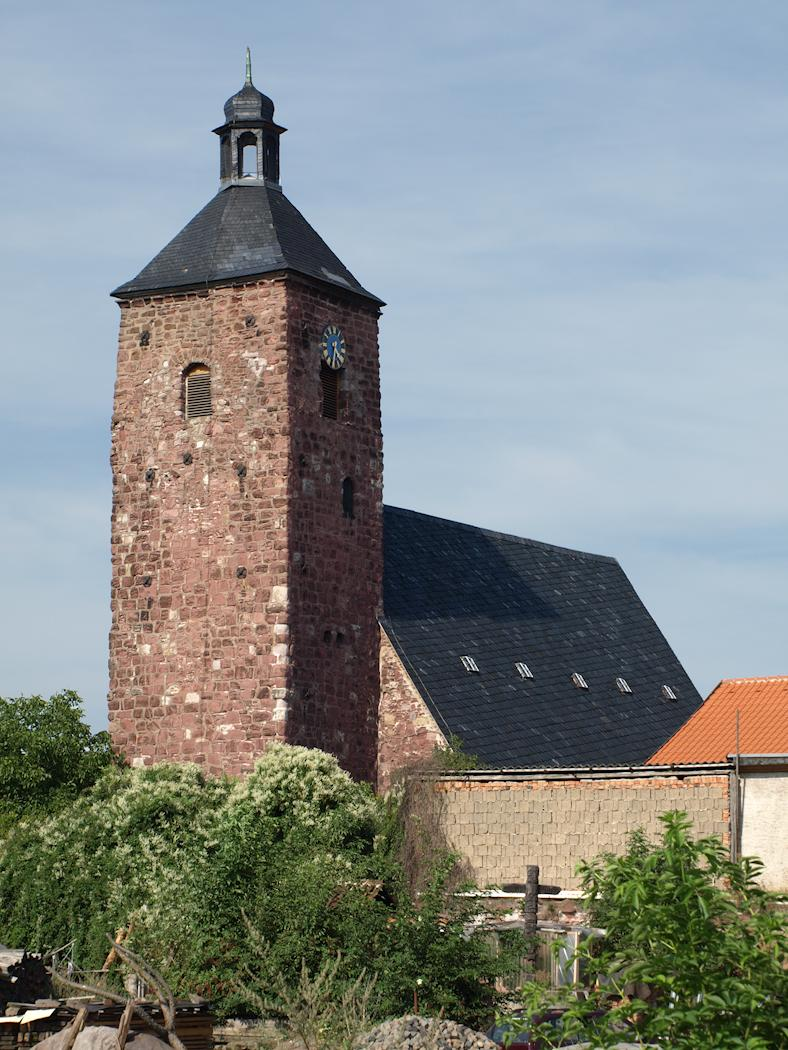
St. Georgii
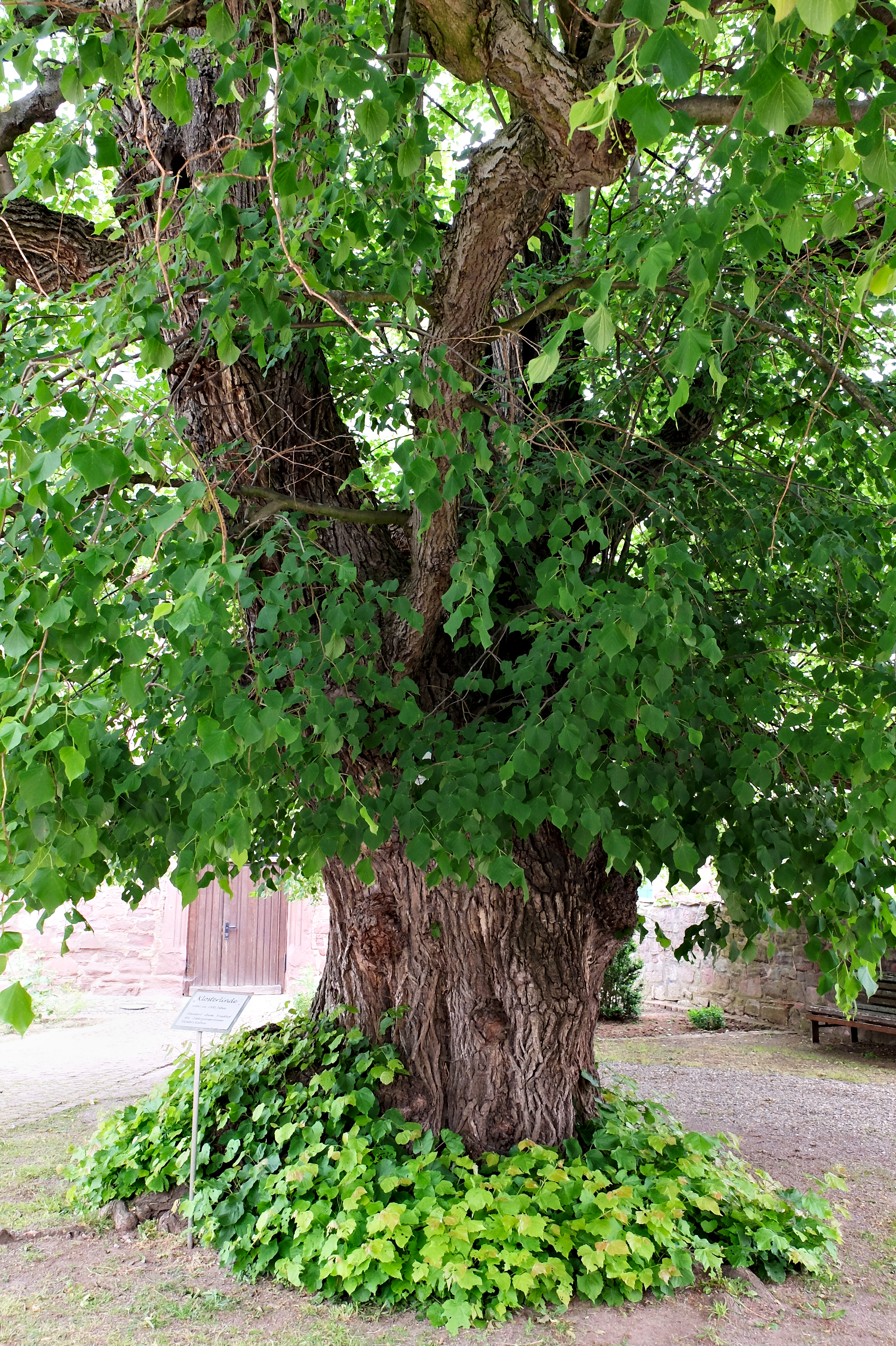
Klosterlinde
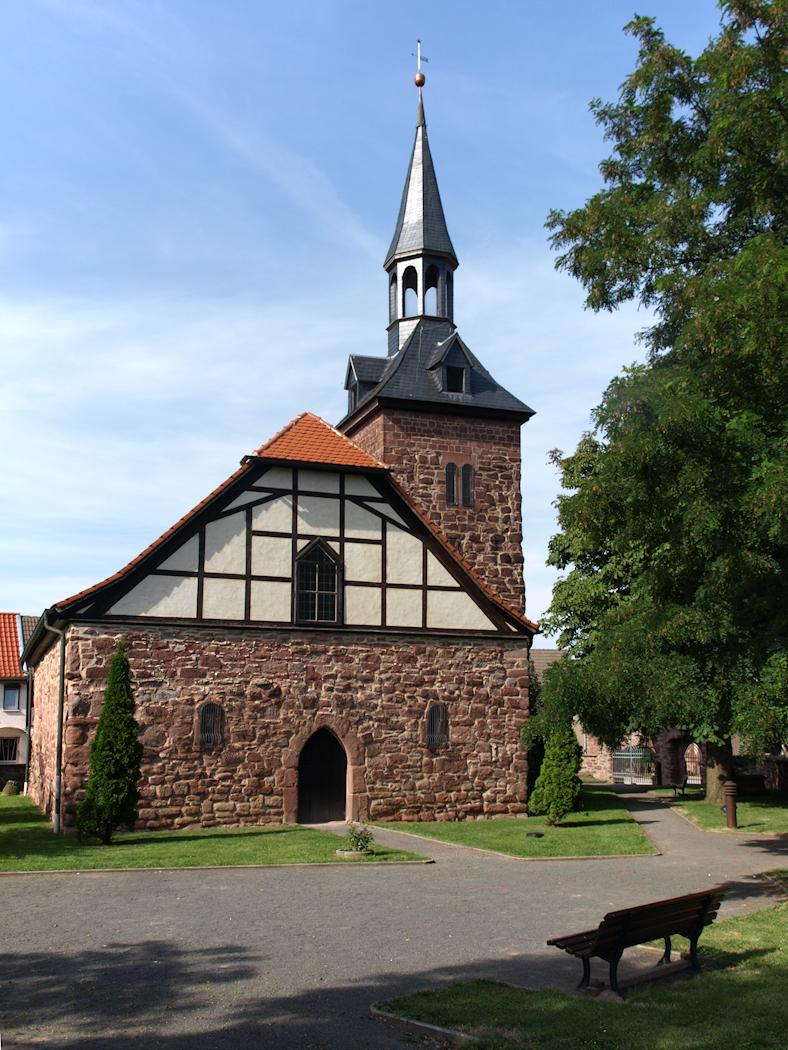
St. Martini

## Verkehr

### Eisenbahnverkehr
Im Nachbarort Berga befindet sich der Bahnhof Berga-Kelbra von wo aus stündlich der Regional-Express der Relation Halle (Saale) ↔ Leinefelde / Kassel-Wilhelmshöhe verkehrt.

### Busverkehr
Der öffentliche Personennahverkehr wird unter anderem durch den TaktBus des Bahn-Bus-Landesnetz Sachsen-Anhalt erbracht. Folgende Verbindung führt durch Berga:
- Linie 450: Sangerhausen ↔ Tilleda ↔ Roßla ↔ Kelbra ↔ Rottleberode ↔ Stolberg ↔ Breitenstein

Zu DDR-Zeiten gab es vielseitigere und regelmäßigere Busverbindungen: quer über den Harz nach Wernigerode, Halberstadt, und Quedlinburg und auch in die Gegenrichtung über das Kyffhäusergebirge nach Bad Frankenhausen, weiter über Weißensee und Straußfurt bis nach Erfurt. Auch gab es noch lange Zeit nach der Wende die Busverbindung in das westliche Thüringer Becken nach Mühlhausen und Eisenach, beide über Sondershausen, und den ab 1966 nach dem Ende der ehemaligen Kyffhäuser Kleinbahn als Ersatz errichteten regelmäßigen Busverkehr zur ehemaligen Kreisstadt Artern, welcher die Dörfer am Nordhang des Kyffhäusergebirges miteinander verband und an das Eisenbahnnetz anschloss. All diese Verbindungen wurden im Laufe der Jahre nach und nach eingestellt. Der Service des öffentlichen Nahverkehrs und somit die Mobilität der örtlichen Bevölkerung ohne eigenen PKW ist somit in den Jahren nach der Wende immer mehr eingeschränkt worden.

### Straßenverkehr
Mit dem Auto erreicht man die Stadt sowohl von Osten (aus Richtung Leipzig, Halle (Saale) und Sangerhausen), als auch Westen (Kassel, Göttingen und Nordhausen) über die Bundesautobahn 38, mit den Abfahrten in Berga (Rosperwenda) und Roßla (Dittichenrode); von Süden (Weimar, Erfurt) über die oben genannte B 85 (Bier- und Burgenstraße) und auch über die K2311 (Steinthalebener Straße); von Norden aus Richtung Harz kommend über die Landesstraße L 236 Breitenstein – Rottleberode – Berga; von Südwesten (Eisenach, Mühlhausen, Eschwege) über die Landesstraße L 1040/L 234 Sondershausen – Kelbra; und von Osten (Sangerhausen und Artern) über die Landesstraße L 220 Edersleben – Tilleda – Kelbra.

## Persönlichkeiten

### Söhne und Töchter der Stadt
- Johann Heinrich Kindervater (1675–1726), Geistlicher, Theologe und Kirchenlieddichter
- Gustav Friedrich Gebser (1694–1766), kursächsischer Amtmann
- Christian Ludwig August von Arnswaldt (1733–1815), kurfürstlich-braunschweig-lüneburgischer Geheimer Rat und Konsistorialpräsident, Kriegsminister, Kurator der Universität Göttingen und königlich-hannoverscher Staats- und Kabinettsminister
- Carl Friedrich Whistling (1788–1855), Musikbibliograf
- Johann Heinrich Friedrich Günther (1794–1854), Tierheilkunde, Tierarzneikunde[27]  → GenWiki-Artikel
- Edmund Knoblauch (1841–1883), Architekt
- Arthur Petry (1858–1932), Botaniker, Geograph, Zoologe und Lehrer[28]
- Max Scharre (1867–1955), Journalist und Schriftsteller
- Otto Hagedorn (1899–?), Oberbürgermeister der Stadt Lüdenscheid
- Paul Carell (1911–1997), NS-Diplomat und Journalist
- Helmut Kind (1920–2015), Buchwissenschaftler und Bibliothekar
- Heinz Kautzleben (* 1934), Geophysiker
- Udo Ludwig (1943–2024), Ökonom
- Reinhold Hohn (* 1948), im Ortsteil Tilleda geborener Politiker, Mitglied des Landtags von Rheinland-Pfalz

### Weitere
- Friedrich August Christian Schmidt (1777–1844), Advokat und Stifter